# Salomon Eberhard Henschen
Salomon Eberhard Henschen (Uppsala, 28 febbraio 1847 – Stoccolma, 16 dicembre 1930) è stato un neurologo svedese.

## Biografia
Nel 1862 studiò medicina a Uppsala. Successivamente, condusse una ricerca botanica in Brasile dal 1867 al 1869. Dopo il suo ritorno in Svezia, riprese i suoi studi di medicina a Uppsala. Nel 1874 si trasferì a Stoccolma, e poi continuò i suoi studi a Lipsia (1877).
Dal 1878, lavorò presso l'Institute of Pathology presso l'Università di Uppsala, mentre nel frattempo fece il medico presso la stazione estiva di Ronneby. Nel 1882 fu nominato professore e direttore della clinica di medicina interna a Uppsala, sua città natale. Dal 1900, lavorò presso l'Istituto Karolinska di Stoccolma.
Henschen è noto per le sue ricerche sull'afasia e per i suoi studi sistematici che riguardano le componenti visive/percorsi cerebrali.Scoprì che la retina dell'occhio è connessa con una parte specifica della corteccia cerebrale,ora chiamata corteccia visiva primaria abbreviata V1,e non come si credeva con l'intera corteccia;inoltre scoprì che punti adiacenti della retina sono collegati a punti adiacenti dell'area V1,postulando che vi fosse una "retina corticale" che produceva la visione nel cervello.
La sua opera Klinische und Beiträge zur Anatomische Pathologie des Gehirns (contributi clinici e anatomici della patologia cerebrale) fu pubblicata in oltre di 25 edizioni dal 1890 al 1930. Nel 1919 descrisse la discalculia, e in seguito introdusse il termine "acalculia" per definire la compromissione delle abilità matematiche in individui con danno cerebrale (1925).
Nel 1897 divenne membro dell'Accademia reale svedese delle scienze. Tra il 1923 e il 1924 fu uno dei membri di un piccolo gruppo di neurologi che frequentarono Lenin, in seguito al terzo e ultimo colpo del leader sovietico. Con il suo unico figlio, Folke Henschen (1881-1977), collaborl all'autopsia sul cervello di Lenin.
Morì a Stoccolma e fu sepolto nel vecchio cimitero di Uppsala.
La sua pronipote Sofia, è la consorte dell'erede (e reggente) del Principato del Liechtenstein, il principe Luigi del Liechtenstein.